# 妙高コーポレーション
妙高コーポレーション株式会社（みょうこうコーポレーション）（旧商号「三菱文具」）は、1933年(昭和8年)に創業した文具卸問屋。

## 沿革・概要
- 1933年（昭和8年）- 東京事業社として創業。
- 1962年（昭和37年）- 三菱文具株式会社を東京都文京区に設立、文具量販専門商社として発足。
- 2006年（平成18年）- 大平紙業株式会社・三菱文具株式会社による資本提携を発表
- 2014年（平成26年） - 妙高コーポレーション株式会社に社名変更。
- 2017年（平成29年） - プラス株式会社グループの一員となる。
- 2021年（令和3年）- 本社を東京都江東区に移転